# Всеобщие выборы в Палау (2004)
Всеобщие выборы в Республике Палау проходили 2 ноября 2004 года одновременно с несколькими референдумами. На них избирались президент и депутаты Национального Конгресса Палау. В результате президентом был вновь избран Томасу Ременгесау, получивший почти две трети голосов. Все места в Парламенте получили внепартийные независимые кандидаты.

## Результаты

### Президентские выборы
| Кандидат                             | Голосов | %     |
| ------------------------------------ | ------- | ----- |
| Томас Ременгесау                     | 6260    | 66,31 |
| Поликарп Базилиус                    | 3180    | 33,69 |
| Недействительных и пустых бюллетеней | 224     | –     |
| Всего                                | 9664    | 100   |
| Зарегистрированных избирателей/ Явка | 12 922  | 74,79 |
| Источник: IFES                       |         |       |

### Парламентские выборы
Все 13 мест Сената и 16 мест Палаты делегатов получили независимые кандидаты.